# Sjamozero

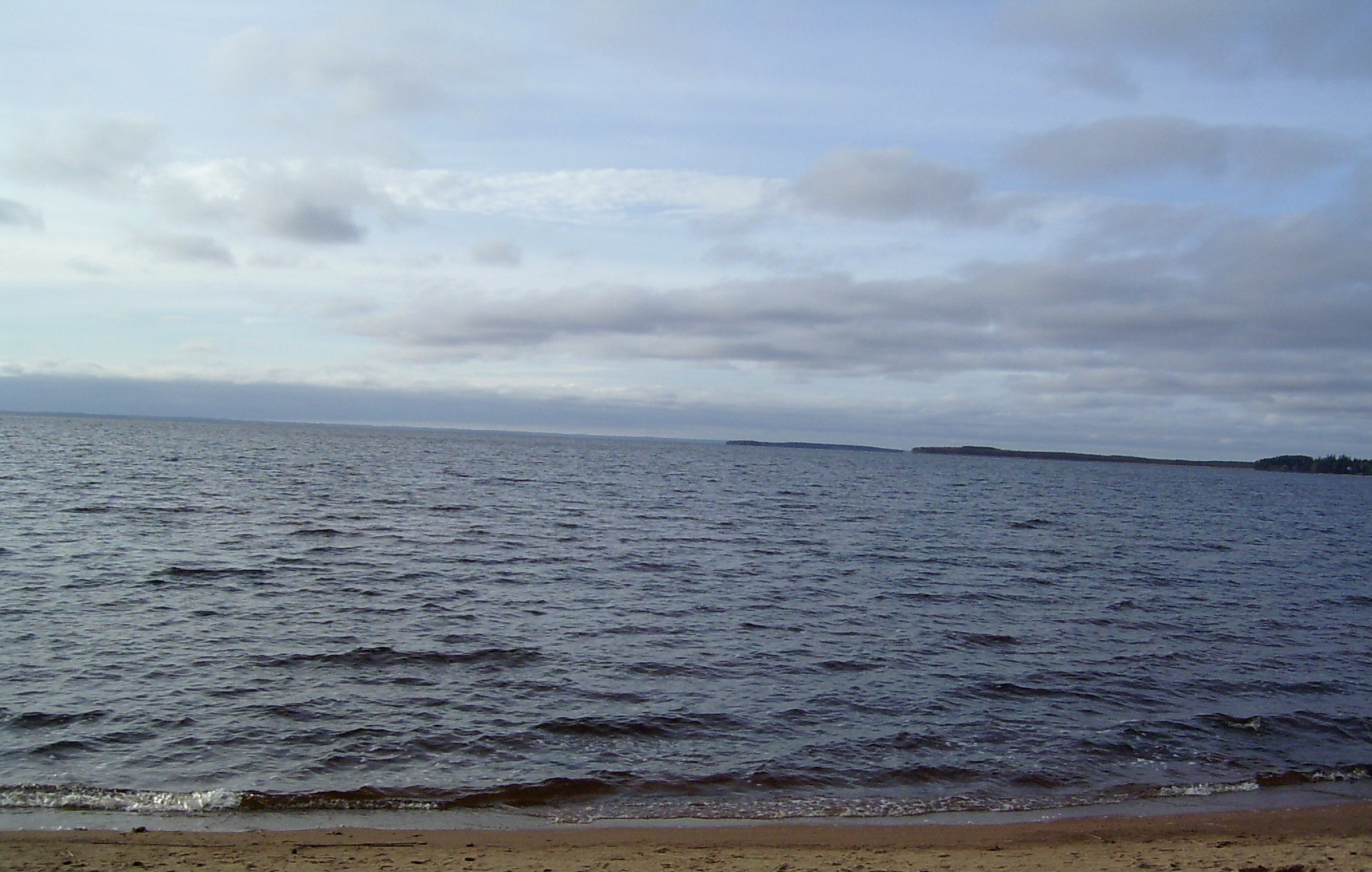

Sjamozero (ryska: Сямозеро, Sjamozero; karelska: Seämärvi; finska: Säämäjärvi) är en insjö i Karelska republiken i nordvästra Ryssland. Sjön är ca 25 km lång och har en största bredd på ca 15 km. Största djupet är 24,5 m medan medeldjupet är 6,7 m. Strandlinjens längd är 159 km.

## Båtolycka 2016
14 barn i åldrarna 12-15 år som var på sommarläger drunknade i sjön den 18 juni 2016 efter att båtarna de befunnit sig på kapsejsat under en kraftig stormby. Ledarna förhördes efter misstankar  att misstankar om att säkerhetsföreskrifterna inte följts uppstod.